# 合掌造り

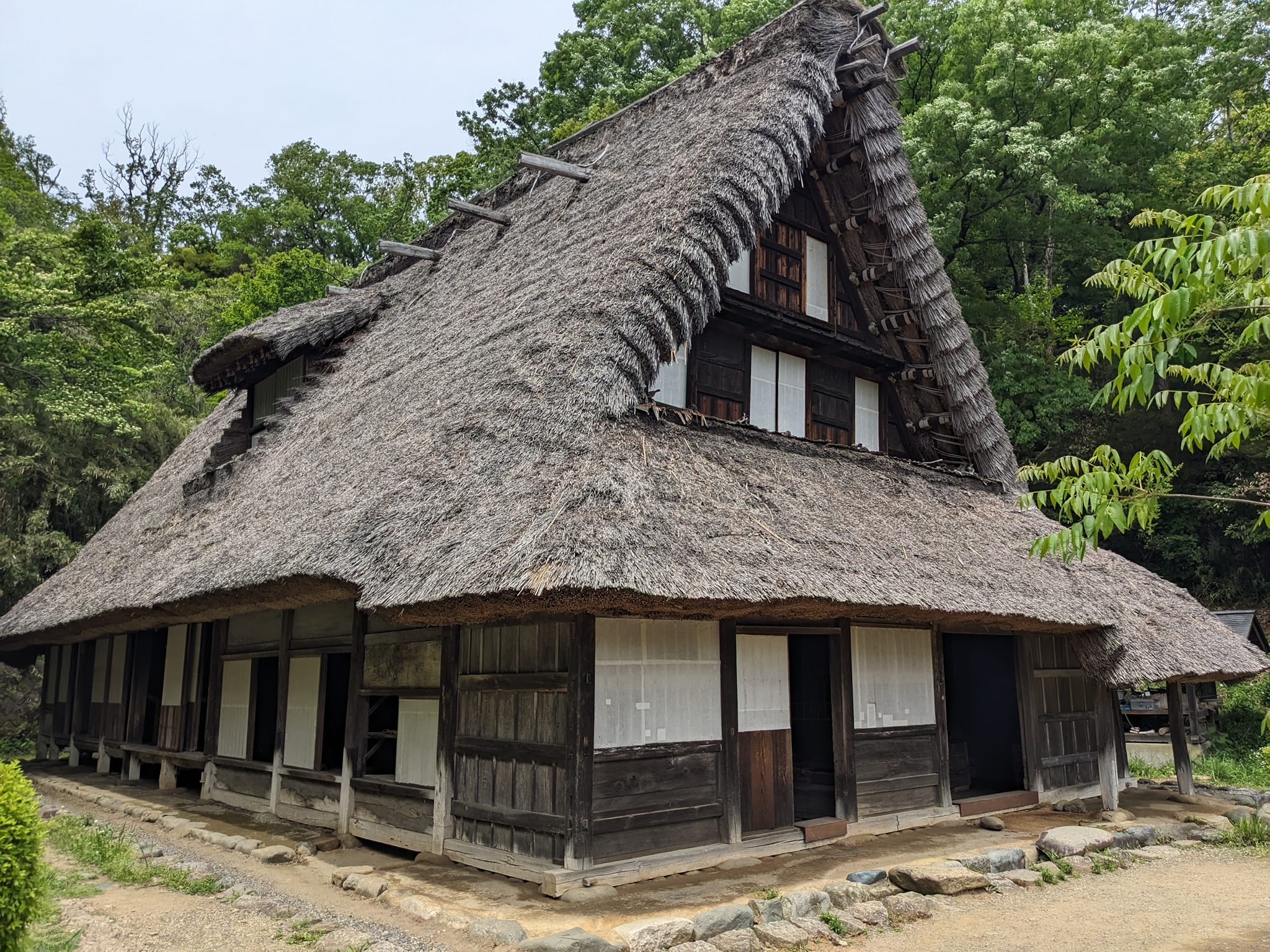
合掌造り　旧野原家住宅　富山県南砺市利賀村利賀　18世紀後期　現、神奈川県川崎市多摩区「日本民家園」に移築

合掌造り（がっしょうづくり）は、日本の住宅の建築様式の一つである。急勾配の屋根を持つことがしばしばであるが、現存する合掌造りの屋根は45度から60度まで、傾きにかなりの幅がある。江戸時代中期以降に造られるようになったという。
合掌造りの定義自体が一様ではないが、日本政府が白川郷と五箇山の集落をユネスコの世界遺産に推薦した時には、「小屋内を積極的に利用するために、叉首構造の切妻造り屋根とした茅葺きの家屋」と定義づけた。名称の由来は、掌を合わせたように三角形に組む丸太組みを「合掌」と呼ぶことから来たと推測されている。同じ白川郷（荘白川）でも、高山市の旧荘川村地域に残る合掌造りは、入母屋屋根になっている。

## 特徴
合掌造りは、茅葺（かやぶき）の叉首構造の屋根が大きな特徴となっており、とりわけ後の時代に建てられたものはその屋根が急勾配になっている。この傾斜は、豪雪による雪下ろしの作業軽減や多雨地帯でもあることによる水はけを考慮したものと考えられている。現在見られる合掌造りにも切妻屋根のもの（白川村や五箇山に多い）、入母屋屋根のもの（旧荘川村に多い）がある。残存している切妻屋根の家屋については、その方が屋根裏の作業スペースが多く取れるからと指摘されている。また、屋根の勾配を急にしたことは、屋根裏に二層もしくは三層の空間を確保することにつながり、豪雪への対策以外に養蚕業にとっても都合が良いものであった。世界の建築の一つとして国立民族学博物館には合掌造りの展示として、五箇山初の民宿「勇助」（ゆうすけ）の模型が展示されている。
書院造や数寄屋造りなど上層の住宅で使われる小屋組（和小屋）と比べ、構造に大きな違いがある。すなわち、和小屋が棟木や母屋を下から鉛直方向に支えるのに対し、合掌造りでは両側から「人」の字形に寄りかかった部材が棟木の点で交差する形状となっている。これは一般に扠首（さす）構造と呼ばれ、トラス構造であり、梁材に与える曲げモーメントを低減し、引張力に集中させるという点で、木材の性質上、優れた構造であるとされる。
一般的に雪に強いとされているが、雪下ろしや除雪が全く不要というわけでもない。1970年2月2日には岐阜県白川村の1軒が雪で潰れ、一家4人が圧死する事故なども発生している。
合掌造りにすることで屋根裏に小屋束のない広い空間が生まれる。江戸時代中期頃、養蚕業が活発化すると、この空間を利用し、農家の住居の屋根裏で養蚕の棚を設置するようになった。もともと構造上勾配の小さな屋根は作りにくい合掌造りであるが、3層・4層という具合に養蚕棚の空間を大きく取るために、屋根がさらに高く切り立ったと考えられている。
茅葺屋根の葺き替えは、15年から20年間隔。地域によっては30年から40年に一度行われる。また雪が屋根から落ちるときに、茅も一緒に落ちてしまうことがある。このための補修作業は年に1・2度必要となる。茅葺屋根の葺き替えや補修作業では、地域住民の働力提供による共同作業で行われる。この仕組みを結（ゆい）と呼んでいる。

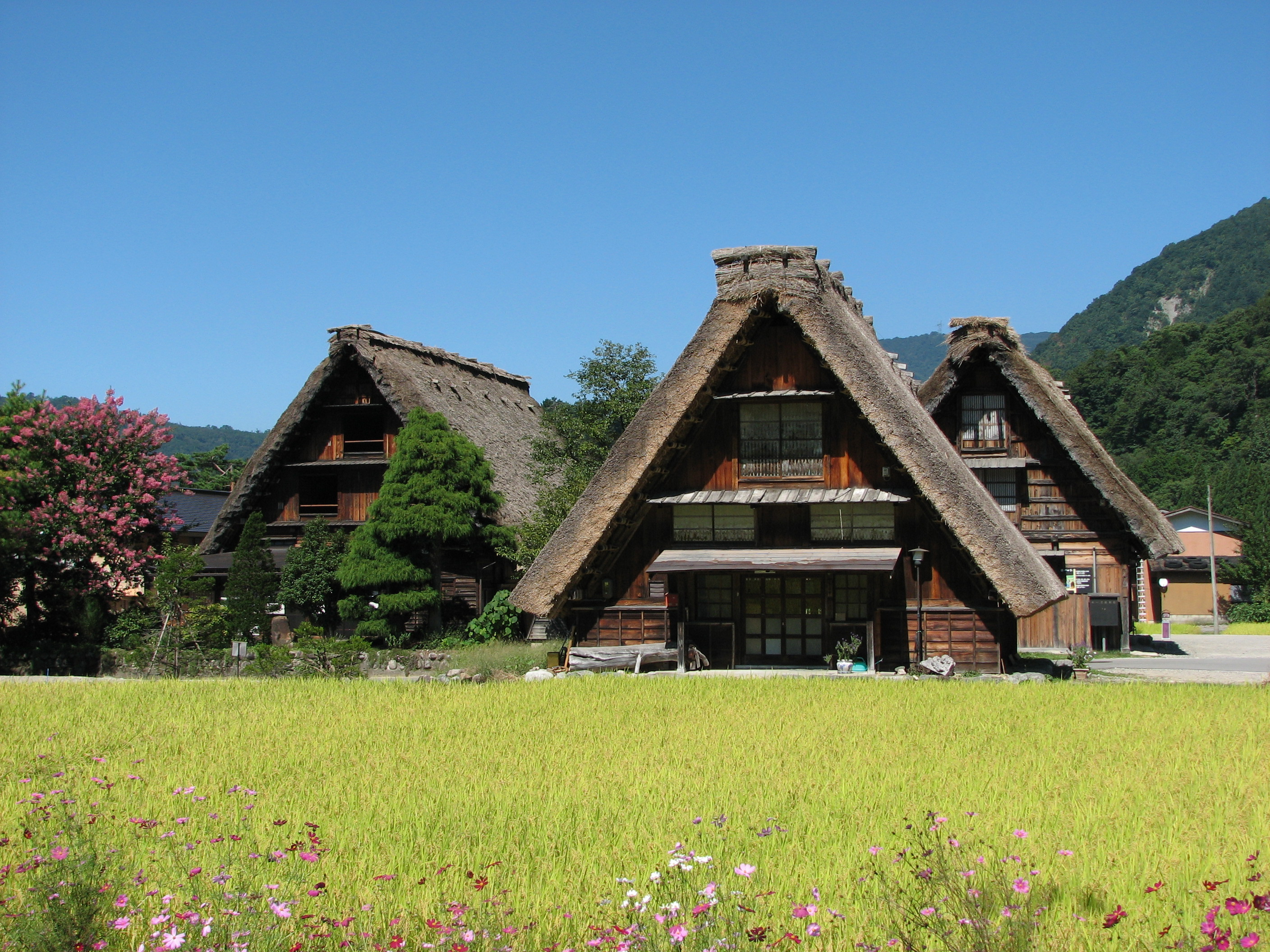
合掌造り（白川郷）
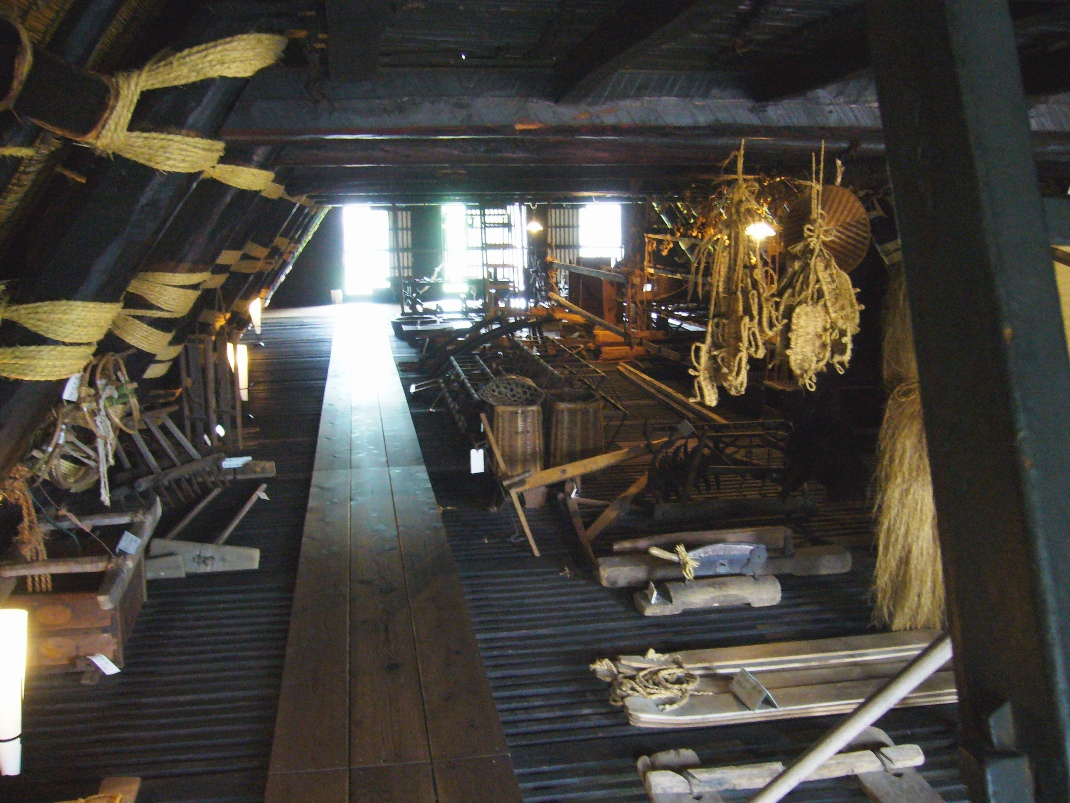
合掌造り民家の3階の様子
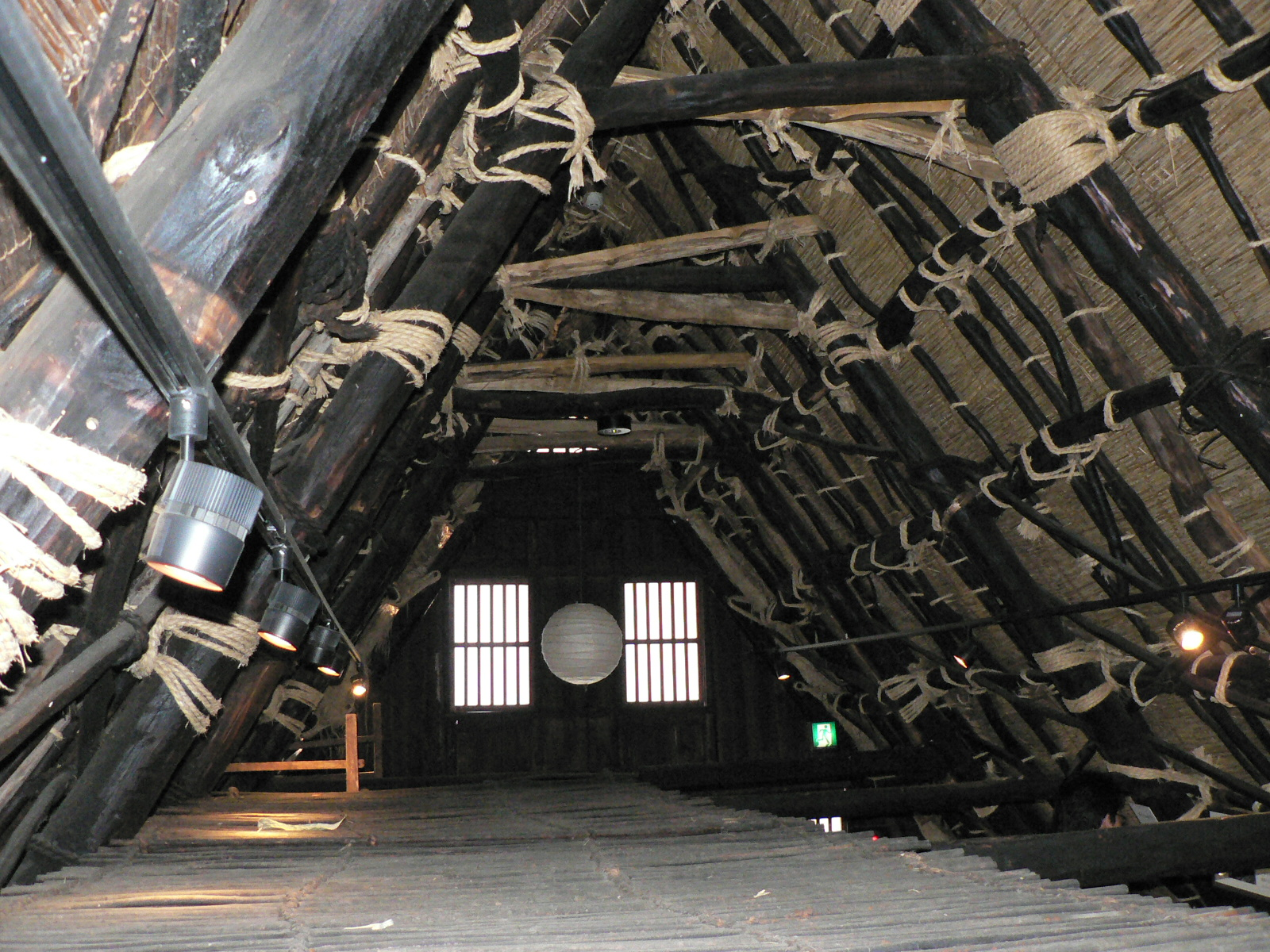
合掌造り3階の構造（五箇山、相倉合掌集落）
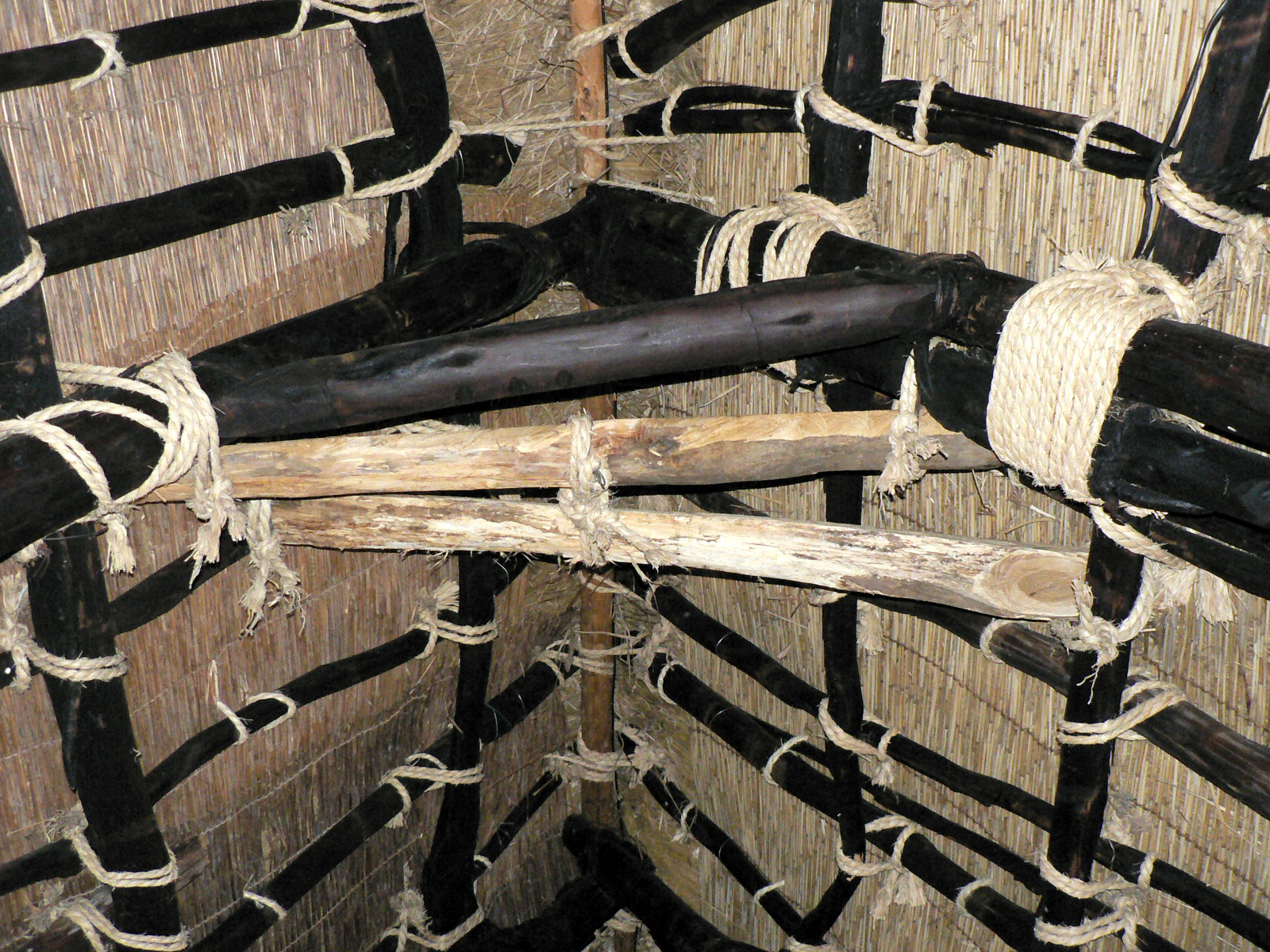
五箇山合掌造り3階の構造（五箇山、相倉合掌集落）
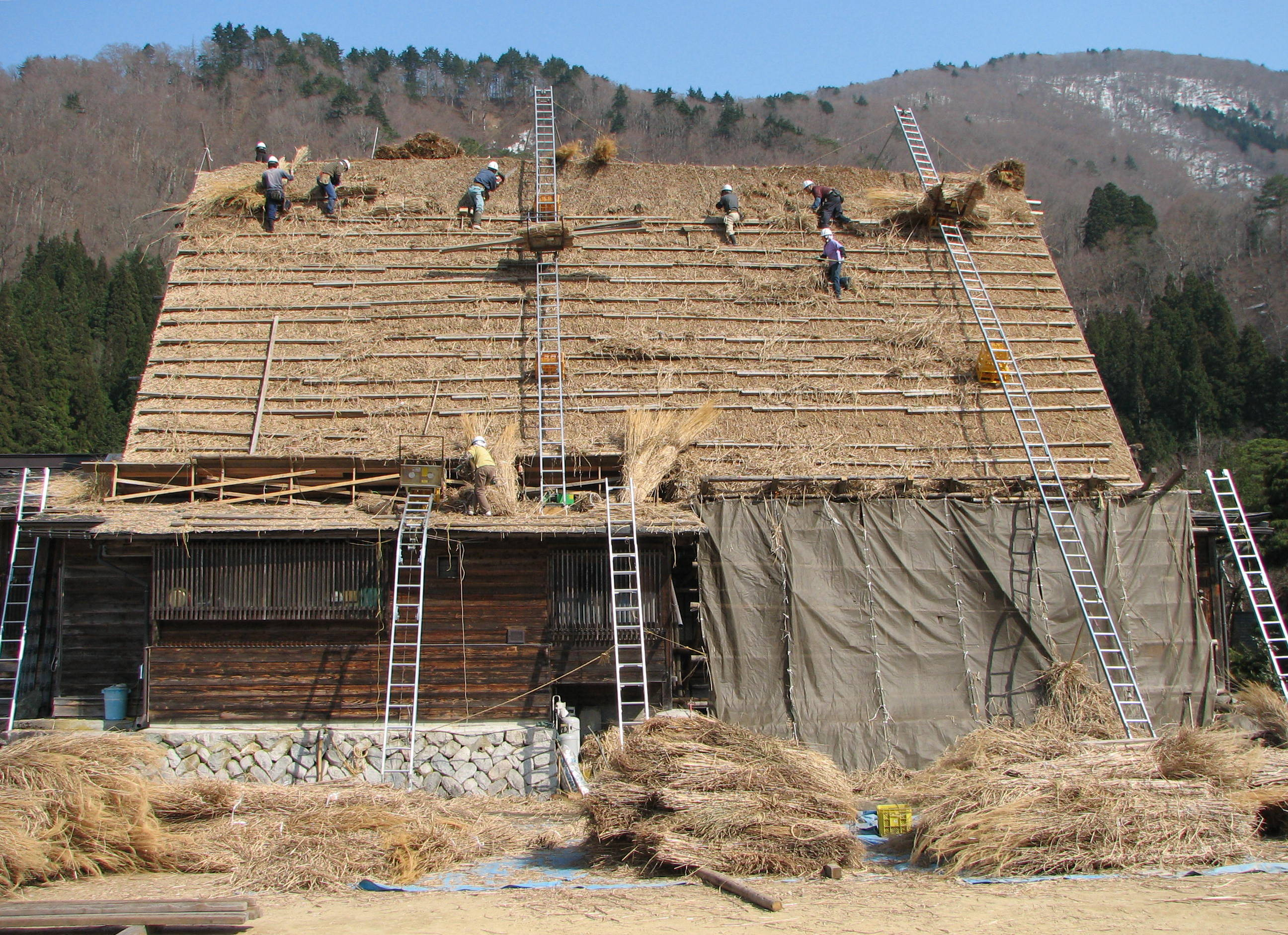
合掌造りの葺き替え風景